# Брюгг
Брюгг (нем. Brügg BE) — коммуна в Швейцарии, в кантоне Берн.
Входит в состав округа Нидау. Население составляет 3980 человек (на 31 декабря 2006 года). Официальный код — 0733.